# Hexatoma (Eriocera) conjuncta
Hexatoma (Eriocera) conjuncta is een tweevleugelige uit de familie steltmuggen (Limoniidae). De soort komt voor in het Neotropisch gebied.